# Slittino ai XXIV Giochi olimpici invernali - Singolo femminile
La gara del singolo femminile di slittino dei XXIV Giochi olimpici invernali di Pechino si disputò nelle giornate del 7 e 8 febbraio 2022 sul tracciato del National Sliding Centre, situato nella Contea di Yanqing, uno dei distretti della città di Pechino.
La tedesca Natalie Geisenberger conquistò la medaglia d'oro, mentre quelle d'argento e di bronzo andarono rispettivamente alla connazionale Anna Berreiter ed alla rappresentante del Comitato Olimpico Russo Tat'jana Ivanova.

## Resoconto
A seguito di quanto previsto dal regolamento di qualificazione, presero parte alla competizione 35 atlete e ogni comitato nazionale poté schierare fino ad un massimo di tre partecipanti, sulla base della classifica di Coppa del Mondo 2021/22 tenendo in considerazione i migliori quattro risultati ottenuti nei primi sette appuntamenti del circuito internazionale, e non conteggiando a questo fine le gare sprint. Presenti al via, tra le altre concorrenti, la tedesca Natalie Geisenberger, campionessa olimpica uscente, mentre le altre due atlete a podio in quell'edizione di Pyeongchang 2018, nell'ordine la connazionale Dajana Eitberger e la canadese Alex Gough, non parteciparono alla competizione, la prima poiché non riuscitasi a qualificare e la seconda in quanto nel frattempo ritiratasi dall'attività agonistica; in gara ci fu anche l'altra teutonica Julia Taubitz, detentrice del titolo iridato vinto a Schönau am Königssee 2021 e che aveva trionfato nell'ultima edizione di Coppa del Mondo.
La somma dei tempi ottenuti nelle quattro manche -nell'ultima poterono prendere il via solo le primi venti classificate dopo le prime tre discese- assegnò la medaglia d'oro ed il titolo olimpico alla tedesca Natalie Geisenberger, che sopravanzò sul podio la connazionale Anna Berreiter e la rappresentante del Comitato Olimpico Russo Tat'jana Ivanova. La lotta per le medaglie già dalla prima discesa fu piuttosto combattuta e non mancarono neppure i colpi di scena: da un lato ben diciassette concorrenti fecero meglio del precedente record del tracciato detenuto dall'austriaca Madeleine Egle, con le prime quattro atlete, nell'ordine le tedesche Julia Taubitz e Natalie Geisenberger, l'austriaca Lisa Schulte e l'altra teutonica Anna Berreiter, racchiuse in un intervallo di soli diciassette centesimi e dall'altro l'uscita della curva 13 fu teatro di errori che estromisero dalla lotta per le posizioni di vertice alcune delle atlete più quotate, come la stessa Egle, che accusò più di un secondo di ritardo sul traguardo o la russa Ekaterina Katnikova, campionessa del mondo a Soči 2020, che si rovesciò non riuscendo a tagliare il traguardo; anche la seconda prova non fu scevra da errori, commessi, tra le altre, anche da Taubitz e Schulte -due delle prime quattro atlete in classifica- riaprendo così nuovamente la corsa al podio, che dopo la prima giornata di gare vedeva così la Geisemberger ora prima con due decimi di vantaggio sulla Berreiter e con la Ivanova e l'austriaca Hannah Prock staccate di sei decimi. Nella terza manche le posizioni di testa rimasero invariate con la Geisemberger che migliorò il primato della pista fatto segnare il giorno prima dalla Taubitz; nella quarta e ultima frazione proprio la Taubitz fu autrice del miglior tempo che le valse un settimo posto nella classifica finale, anche la Egle fu autrice di una buona rimonta dopo il ritardo accumulato nella prima discesa che la portò alla quarta posizione finale, davanti alle altre due sue connazionali Prock e Schulte, ed a tre decimi distanza dalla medaglia di bronzo della Ivanova, la quale terminò la gara con un distacco di un secondo dalla vincitrice Geisemberger e di cinque decimi dalla seconda piazza della Berreiter.
Questo fu il settimo successo nella specialità da parte di un'atleta tedesca a partire dall'edizione di Albertville 1992, vale a dire dalla riunificazione della Germania, successivamente a quello ottenuto da Silke Kraushaar, ai due di Sylke Otto, a quello di Tatjana Hüfner ed ai due precedentemente ottenuti dalla stessa Geisenberger a Soči 2014 e Pyeongchang 2018; grazie a questo terzo titolo consecutivo nella specialità Natalie Geisenberger divenne la slittinista più vincente nella storia dei Giochi ed appaiò il connazionale Georg Hackl, unico altro campione dello slittino in grado di vincere per tre volte l'oro olimpico nella propria specialità; il giorno successivo quest'ultimo primato venne eguagliato anche dagli altri due teutonici Tobias Wendl e Tobias Arlt.

## Risultati
| Pos. | Atleta                 | Nazione       | 1ª manche | 2ª manche | 3ª manche | 4ª manche | Totale   | Distacco |
| ---- | ---------------------- | ------------- | --------- | --------- | --------- | --------- | -------- | -------- |
|      | Natalie Geisenberger   | Germania      | 58"402    | 58"423    | 58"226    | 58"403    | 3'53"454 |          |
|      | Anna Berreiter         | Germania      | 58"525    | 58"508    | 58"348    | 58"566    | 3'53"947 | +0"493   |
|      | Tat'jana Ivanova       | ROC           | 58"733    | 58"683    | 58"461    | 58"630    | 3'54"507 | +1"053   |
| 4    | Madeleine Egle         | Austria       | 59"342    | 58"493    | 58"542    | 58"432    | 3'54"809 | +1"355   |
| 5    | Hannah Prock           | Austria       | 58"762    | 58"732    | 58"532    | 58"798    | 3'54"824 | +1"370   |
| 6    | Lisa Schulte           | Austria       | 58"523    | 59"074    | 58"646    | 58"642    | 3'54"885 | +1"431   |
| 7    | Julia Taubitz          | Germania      | 58"345    | 1'00"075  | 58"655    | 58"358    | 3'55"433 | +1"979   |
| 8    | Elīza Tīruma           | Lettonia      | 58"956    | 58"849    | 58"865    | 58"771    | 3'55"441 | +1"987   |
| 9    | Natalie Maag           | Svizzera      | 59"018    | 59"117    | 58"913    | 58"892    | 3'55"940 | +2"486   |
| 10   | Andrea Vötter          | Italia        | 59"145    | 59"045    | 58"852    | 58"935    | 3'55"977 | +2"523   |
| 11   | Kendija Aparjode       | Lettonia      | 59"107    | 59"020    | 58"928    | 59"084    | 3'56"139 | +2"685   |
| 12   | Ashley Farquharson     | Stati Uniti   | 59"972    | 59"024    | 58"768    | 58"643    | 3'56"407 | +2"953   |
| 13   | Verena Hofer           | Italia        | 58"960    | 59"037    | 58"961    | 59"584    | 3'56"542 | +3"088   |
| 14   | Trinity Ellis          | Canada        | 59"219    | 59"053    | 58"888    | 59"704    | 3'56"864 | +3"410   |
| 15   | Nina Zöggeler          | Italia        | 59"464    | 59"160    | 59"085    | 59"275    | 3'56"984 | +3"530   |
| 16   | Natalie Corless        | Canada        | 59"193    | 59"316    | 59"176    | 59"570    | 3'57"255 | +3"801   |
| 17   | Makena Hodgson         | Canada        | 59"505    | 59"477    | 59"286    | 59"268    | 3'57"536 | +4"082   |
| 18   | Elīna Ieva Vītola      | Lettonia      | 59"025    | 59"140    | 59"029    | 1'00"957  | 3'58"151 | +4"697   |
| 19   | Aileen Frisch          | Corea del Sud | 59"776    | 59"642    | 59"055    | 1'01"811  | 4'00"284 | +6"830   |
| 20   | Tove Kohala            | Svezia        | 59"533    | 59"776    | 59"333    | 1'02"431  | 4'01"073 | +7"619   |
| 21   | Julianna Tunyc'ka      | Ucraina       | 59"690    | 59"844    | 59"571    | NQ        | –        | –        |
| 22   | Olena Stec'kiv         | Ucraina       | 59"663    | 59"586    | 59"963    | NQ        | –        | –        |
| 23   | Summer Britcher        | Stati Uniti   | 1'00"986  | 59"156    | 59"152    | NQ        | –        | –        |
| 24   | Verónica María Ravenna | Argentina     | 59"811    | 59"780    | 59"719    | NQ        | –        | –        |
| 25   | Katarína Šimoňáková    | Slovacchia    | 1'00"124  | 59"851    | 59"761    | NQ        | –        | –        |
| 26   | Emily Sweeney          | Stati Uniti   | 58"971    | 1'02"439  | 58"882    | NQ        | –        | –        |
| 27   | Klaudia Domaradzka     | Polonia       | 59"871    | 59"892    | 1'01"313  | NQ        | –        | –        |
| 28   | Viktorija Demčenko     | ROC           | 58"869    | 1'03"466  | 58"838    | NQ        | –        | –        |
| 29   | Wang Peixuan           | Cina          | 1'00"986  | 1'00"391  | 1'00"025  | NQ        | –        | –        |
| 30   | Anna Čežíková          | Rep. Ceca     | 1'00"392  | 1'01"169  | 1'00"101  | NQ        | –        | –        |
| 31   | Lin Sin-rong           | Taipei cinese | 1'01"550  | 1'01"057  | 1'01"004  | NQ        | –        | –        |
| 32   | Doina Descalui         | Moldavia      | 1'01"928  | 1'02"192  | 1'02"174  | NQ        | –        | –        |
| 33   | Elsa Desmond           | Irlanda       | 1'01"608  | 1'03"857  | 1'02"254  | NQ        | –        | –        |
| DNF  | Raluca Strămăturaru    | Romania       | 1'01"357  | 1'00"305  | DNF       | –         | –        | –        |
| DNF  | Ekaterina Katnikova    | ROC           | DNF       | –         | –         | –         | –        | –        |

Data: lunedì 7 febbraio 2022

Ora locale 1ª manche: 19:50 (UTC+8)

Ora locale 2ª manche: 21:30 (UTC+8)

Data: martedì 8 febbraio 2022

Ora locale 3ª manche: 19:50 (UTC+8)

Ora locale 4ª manche: 21:35 (UTC+8)

Pista: National Sliding Centre

Lunghezza: 1 475 m.

Curve: 16 

Partenza: 1 000 m. s.l.m.

Arrivo: 896 m. s.l.m.

Dislivello: 104 m.

Legenda:
- NQ = non qualificata per la 4ª manche
- DNS = non partita (did not start)
- DNF = gara non completata (did not finish)
- DSQ = squalificata (disqualified)
- Pos. = posizione